# Домашняя война (телесериал)
Домашняя война (пол. Wojna domowa; Польша, 1965—1966) — комедийный сериал, состоящий из 15 серий.

## Сюжет
Каминьские и Янковские — соседи, они живут в одном доме и жизнь их наполнена абсурдными неожиданностями. Мало того, что у Янковских хлопот полон рот с их юным сыном, так ещё и у Каминьских поселилась юная племянница. В доме постоянно происходит что-то странное, а в самый неподходящий момент какой-то мужик звонит в двери и спрашивает о «черством хлебе для коня». Комедийные кинематографические сцены перемежаются с актёрскими выступлениями в рисованых сценах.

## Список серий
1. Жизнь тяжела (Ciężkie jest życie)
2. Билет на парикмахера (Bilet za fryzjera)
3. Родительское собрание (Wywiadówka)
4. Первый день (Pierwszy dzień)
5. Двойка по азимуту (Dwója z azymutu)
6. Тройка по поведению (Trójka klasowa)
7. Польский йог (Polski joga)
8. Визит старой дамы (Wizyta starszej pani)
9. День Матери (Dzień matki)
10. Гость из-за границы (Zagraniczny gość)
11. Что ни мальчик… (Co każdy chłopiec)
12. Внешний монолог (Monolog zewnętrzny)
13. Молодые таланты (Młode talenty)
14. Новое приобретение (Nowy nabytek)
15. Сила воображения (Siła wyobraźni)

## В ролях
в каждой серии
- Алина Яновская — Ирена Каминьская
- Ирена Квятковская — Зофия Янковская
- Кшиштоф Мусял (Янчар) — Павел Янковский
- Ярема Стемповский — незнакомец, собирающий черствый хлеб для коня

в некоторых сериях
- Казимеж Рудзкий — Казимеж Янковский (11 серий)
- Эльжбета Гуральчык — Ануля Гуральчык, племянница Каминьских (11 серий)
- Анджей Щепковский — Хенрик Каминьский (10 серий)
- Анна Ярачувна — Яворская, соседка (10 серий)
- Войцех Семион — школьный воспитатель (4 серий)
- Мечислав Чехович — сосед (2 серии)
- Богдан Лазука — Корольчик, йог (2 серии)
- Ханка Белицкая — Дюбчыньская / Ковальская, массажистка (2 серии)
- Кристина Борович — владелица собаки / клиентка прачечной (2 серии)
- Данута Водыньская — Ядзя, продавщица / крестьянка в поезде (2 серии)
- Сильвестер Пшедвоевский — изобретатель комиссии на собрании / сосед (2 серии)

в одной серии
- Ежи Беленя — сантехник
- Казимеж Брусикевич — Войцех, друг Казимежа Янковского
- Хелена Грушецкая — школьная курьерша
- Эдвард Дзевоньский — владелец собаки
- Януш Зеевский — дворник в клубе
- Богумил Кобеля — инструктор лыжного спорта
- Ян Кобушевский — бригадир сантехников
- Вацлав Ковальский — сторож в парке
- Марек Кондрат — школьный товарищ Павла
- Анджей Кониц — режиссёр на телевидении
- Мариан Коциняк — Эдек, сантехник
- Люциан Кыдрыньский — конферансье
- Мариан Лонч — певчий милиционер
- Ванда Лучицкая — бабушка Янковская
- Адам Мулярчик — Адась, полотёр
- Юзеф Новак — милиционер, отец школьного товарища
- Лех Ордон — швейцар в театре
- Болеслав Плотницкий — Альберт Эйнштейн
- Алиция Сендзиньская — Янечка, редактор телевидения
- Яцек Федорович — гид экскурсии
- Мария Хмурковская — пассажирка поезда
- Ян Цецерский — Крулик, сторож дома Войтека Коца
- Збигнев Цибульский — аплодирующий зритель
- Зофья Червиньская — пассажирка троллейбуса
- Цезары Юльский — парикмахер
- Зофья Ямры — Ковальская, мать Рысья
- Вацлав Янковский — клиент прачечной
- Малгожата Лёрентович-Янчар —  мать Баси